# Islote Monito
El islote Monito es una isla deshabitada a unas 3,1 millas (5 kilómetros) al noroeste de la isla de Mona, que es mucho más grande. Monito es la forma masculina diminuta de Mona en español. Es una de las tres islas en el canal de la Mona, y parte del barrio Isla de Mona e Islote Monito, una subdivisión del municipio de Mayagüez, Puerto Rico. Es inaccesible por mar y es estéril. Alcanza los 213 pies (65 m) de altura y mide 0.06 millas cuadradas (0.16 km²) o 36.25 acres (14.67 hectáreas) de área.

## Galería de imágenes

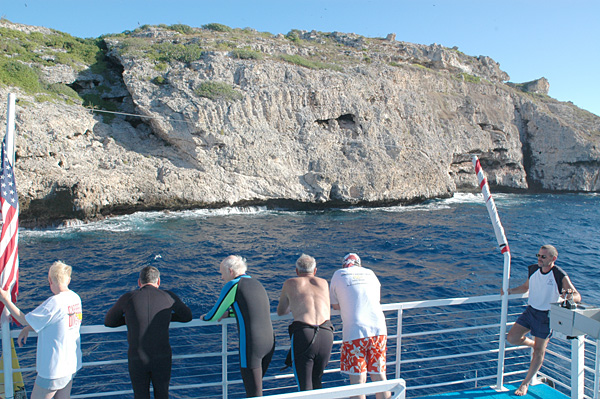
El islote Monito visto desde un barco de buceo.
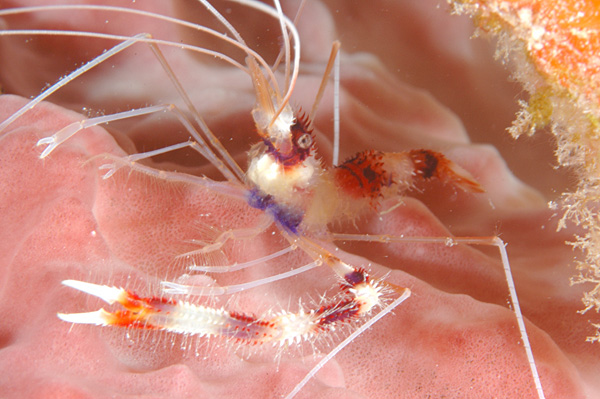
Camarón de coral.
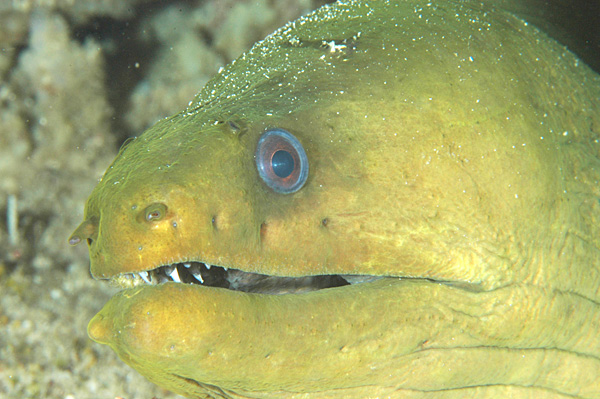
Murénidos congrio.